# Pyl Brook
Der Pyl Brook ist ein Wasserlauf in Greater London. Er entsteht in Sutton im London Borough of Sutton und fließt in nordwestlicher Richtung. In Morden im London Borough of Merton wird er unter die Erde verlegt. Er mündet aber oberirdisch an der Grenze von Merton zum Royal Borough of Kingston upon Thames in den Beverley Brook.
Der Pyl Brook hat einen kurzen östlichen Zufluss, der in seinem Entstehungsbereich ein Naturschutzgebiet ist.(51° 23′ 18,6″ N, 0° 12′ 14,6″ W)